# Championnat du Pérou de football 1950
Navigation
Saison précédente Saison suivante
La saison 1950 du Championnat du Pérou de football est la vingt-deuxième édition du championnat de première division au Pérou et la dernière de l'ère amateure de la compétition. Les dix clubs participants sont regroupés au sein d'une poule unique où ils s'affrontent deux fois au cours de la saison, à domicile et à l'extérieur. À la fin de la compétition, le dernier du classement est relégué et remplacé par le champion de Segunda División, la deuxième division péruvienne.
C'est le Club Centro Deportivo Municipal qui remporte la compétition après avoir terminé en tête du classement final du championnat, avec un seul point d'avance sur le club de Sport Boys et cinq sur le Sporting Tabaco. C'est le 4e titre de champion du Pérou de l'histoire du club.

## Les clubs participants
| - Alianza Lima - Sport Boys - Sucre FC - Universitario de Deportes - Ciclista Lima - Promu de Segunda Division | - Atlético Chalaco - Club Centro Deportivo Municipal - Sporting Tabaco - Centro Iqueño - Jorge Chavez Callao - Promu de Segunda Division |

## Compétition
Le barème utilisé pour établir le classement est le suivant :
- Victoire : 2 points
- Match nul : 1 point
- Défaite, forfait ou abandon : 0 point

### Classement
| Rang | Équipe                          | Pts | J  | G  | N | P  | Bp | Bc | Diff |
| ---- | ------------------------------- | --- | -- | -- | - | -- | -- | -- | ---- |
| 1    | Club Centro Deportivo Municipal | 26  | 18 | 12 | 2 | 4  | 46 | 30 | +16  |
| 2    | Sport Boys                      | 25  | 18 | 12 | 1 | 5  | 35 | 22 | +13  |
| 3    | Sporting Tabaco                 | 21  | 18 | 8  | 5 | 5  | 45 | 37 | +8   |
| 4    | Alianza Lima                    | 20  | 18 | 9  | 2 | 7  | 42 | 32 | +10  |
| 5    | Universitario de Deportes (T)   | 20  | 18 | 9  | 2 | 7  | 30 | 25 | +5   |
| 6    | Atlético Chalaco                | 17  | 18 | 7  | 3 | 8  | 33 | 31 | +2   |
| 7    | Centro Iqueño                   | 17  | 18 | 6  | 5 | 7  | 33 | 39 | -6   |
| 8    | Ciclista Lima (P)               | 14  | 18 | 4  | 6 | 8  | 34 | 42 | -8   |
| 9    | Sucre FC                        | 12  | 18 | 4  | 4 | 10 | 36 | 48 | -12  |
| 10   | Jorge Chávez Callao (P)         | 8   | 18 | 4  | 0 | 14 | 21 | 49 | -28  |

|  | Champion du Pérou 1950                                |
|  | Relégation directe en Segunda División                |
|  | (T) : Tenant du titre (P) : Promu de Segunda Division |

## Bilan de la saison
| Championnat du Pérou de football 1950 |                                            |
| Champion                              | Club Centro Deportivo Municipal (4e titre) |
| Promotions et relégations             |                                            |
| Promus en Primera División            | Unión Callao                               |
| Relégués en Segunda División          | Jorge Chavez Callao                        |